# Буллёзный эпидермолиз
Буллёзный эпидермолиз (БЭ) — группа генетически и клинически гетерогенных заболеваний, характеризующаяся образованием пузырей и эрозий на коже и слизистых оболочках, ранимостью кожи и её чувствительностью к незначительной механической травме («механобуллезная болезнь»).
БЭ делится на 3 основных типа: простой, пограничный, дистрофический. Отдельно выделен синдром Киндлер. Разделение происходит в зависимости от уровня образования пузырей в слоях кожи на ультраструктурном уровне. При простом типе пузыри образуются в верхних слоях эпидермиса, при пограничном — на уровне светлой пластинки (lamina lucida), при дистрофическом — в верхней части сосочкового слоя дермы, ниже плотной пластинки (lamina densa). При синдроме Киндлер образование пузырей может быть на разных уровнях.
Каждый основной тип БЭ подразделяется на подтипы, которых описано более 30, на основании фенотипа, характера наследования и генотипа.
Наследуется БЭ как по аутосомно-доминантному, так и по аутосомно-рецессивному типу. Частота встречаемости различных типов БЭ варьирует от 1:30000 до 1:1000000 и также зависит от популяции.
Заболевание является результатом мутаций в более чем 10 генах, кодирующих белки, расположенные в различных слоях кожи.

## История
Термин «буллёзный эпидермолиз» впервые был использован в 1886 году немецким дерматологом Генрихом Кёбнером, хотя случаи, схожие с данным диагнозом, описывались и до него. В 1962 году Р. В. Пирсоном была разработана первая схема классификации БЭ, основанная на применении трансмиссионной электронной микроскопии. Были выделены три основных типа: эпидермолитический, люцидолический и дермолитический, исходя из уровня образования пузырей на ультраструктурном уровне. В 1980-х годах была разработана техника иммунофлюоресцентного исследования образцов кожи, расширенная впоследствии иммуногистологическими методами (иммуногистохимией и иммунофлюоресценцией). С 1990-х годов почти для каждого подтипа БЭ были определены мутации в конкретных генах структурных белков кожи, которые изменяются при БЭ.

## Классификация
Исторически сложилось так, что буллёзный эпидермолиз был классифицирован в соответствии с морфологией кожи.
Наследственные варианты БЭ в настоящее время разделяются на три большие группы в соответствии с уровнем образования пузырей в тканях, отдельно выделен синдром Киндлер:
- простой буллезный эпидермолиз (ПБЭ),
- пограничный буллезный эпидермолиз (ПоБЭ),
- дистрофический буллезный эпидермолиз (ДБЭ),
- синдром Киндлер (разный уровень образования пузырей).

| Основной тип БЭ         | Основные подтипы БЭ   | Белки-мишени                                   |
| ----------------------- | --------------------- | ---------------------------------------------- |
| Простой БЭ (ПБЭ)        | Супрабазальный ПБЭ    | плакофилин-1; десмоплактин; возможно другие    |
|                         | Базальный ПБЭ         | кератин 5, кератин 14, α6β4-интегрин           |
| Пограничный БЭ (ПоБЭ)   | ПоБЭ, подтип Херлитца | ламинин-332 (ламинин-5)                        |
|                         | ПоБЭ, другие          | ламинин-332; коллаген XVII типа; α6β4-интегрин |
| Дистрофический БЭ (ДБЭ) | доминантный ДБЭ       | коллаген VII типа                              |
|                         | рецессивный ДБЭ       | коллаген VII типа                              |
| Синдром Киндлер         | -                     | киндлин-1                                      |

## Эпидемиология
Частота встречаемости БЭ варьирует от 1:30000 до 1:100000 человек. По данным Национального регистра БЭ (США), распространенность всех типов БЭ составляет 8,22:1 млн человек. Распространенность ПБЭ — 10,75 на 1 000 000, ПоБЭ — 2,04 на 1 000 000, ДДБЭ — 2,86 и на 1 000 000, РДБЭ — 2,04 на 1 000 000 человек.

## Генетика
БЭ наследуется по аутосомно-доминантному и аутосомно-рецессивному типу. При БЭ мутации обнаруживаются в более чем 10 генах. Описаны различные виды мутаций — мисенс-мутации, нонсенс-мутации, делеции, мутации рамки считывания, инсерции, мутации сайта сплайсинга.
При наиболее распространенных подтипах ПБЭ обнаруживаются мутации в генах KRT5 и KRT14, примерно в 75 % случаев, при этом вероятно, что мутации в других пока неидентифицированных генах могут также вызывать развитие ПБЭ.
При ПоБЭ чаще всего мутации обнаруживаются в генах LAMB3 (70 % случаев), LAMA3, LAMC2, COL17A1. В большинстве случаев заболевание наследуется по аутосомно-рецессивному типу, однако, описаны случаи соматического мозаицизма и однородительской дисомии.
При ДБЭ описаны мутации в гене COL7A1, в 95 % случаев доминантного и рецессивного типов БЭ.

## Обратный мозаицизм при БЭ
Обратный мозаицизм известен при различных наследственных болезнях. При обратном мозаицизме от родителей наследуется мутация, вызывающая заболевание, но затем, в результате определенных генетических событий, происходит полное или частичное восстановление функции мутированного гена (такое восстановление называется реверсией, а клетки, в которых оно произошло, называются ревертантными). Обратной трансформации могут подвергаться клетки разных типов: гепатоциты, лимфоциты, а в случае с БЭ — кератиноциты.
Впервые обратный мозаицизм при БЭ был описан Джонкменом и соавторами у больной пограничным БЭ подтипа не-Херлитца. Явление обратного мозаицизма при БЭ легло в основу разработки радикальных методов лечения.

## Клинические проявления буллёзного эпидермолиза
Отличительным признаком БЭ является ранимость кожи, её чувствительность к любому механическому воздействию. Это неизбежно связано с возникновением эрозий. При большинстве форм БЭ эрозиям предшествуют напряженные пузыри, большая часть которых наполнена прозрачной бесцветной жидкостью, иногда пузыри имеют геморрагическое содержимое.

## Простой буллёзный эпидермолиз

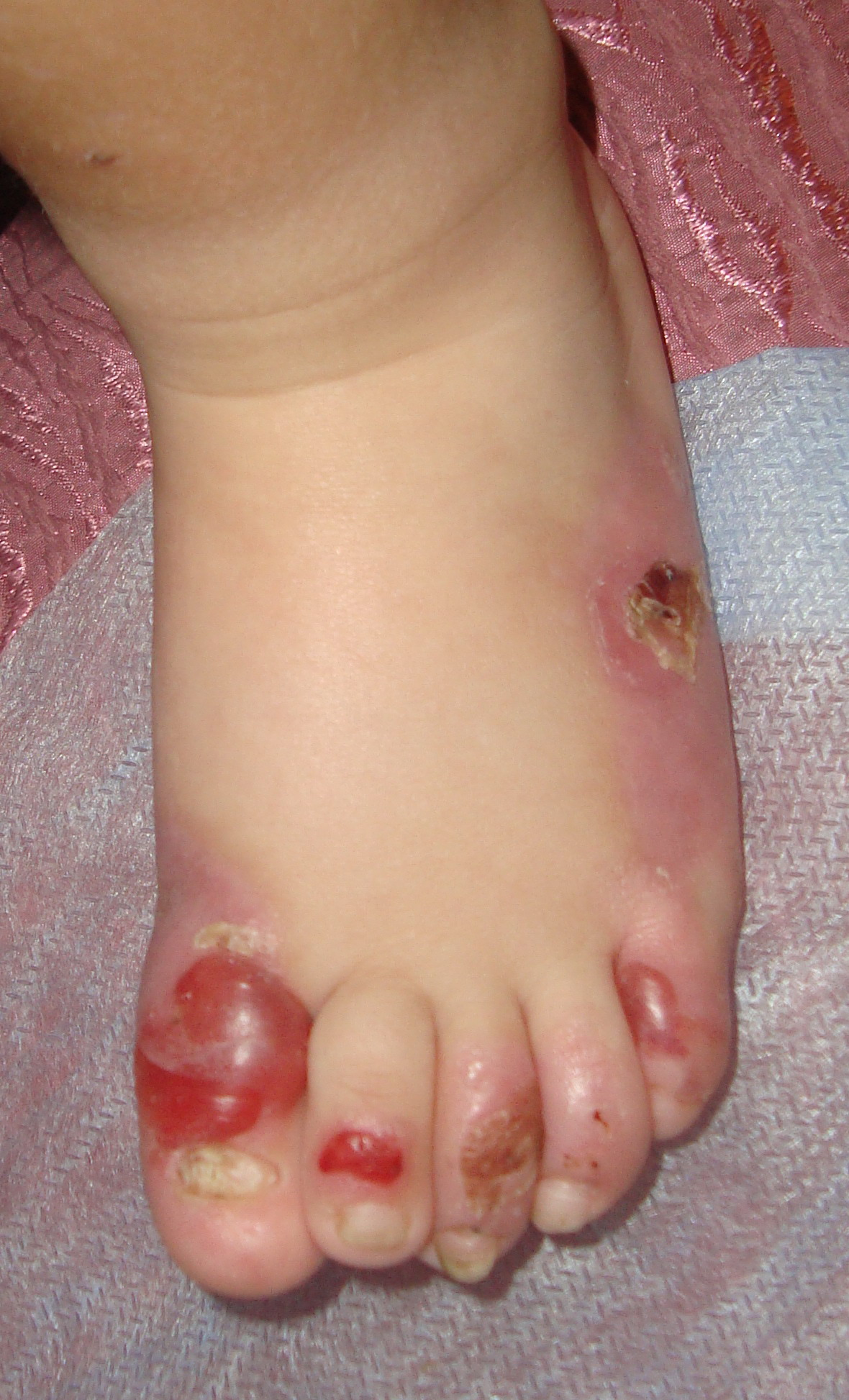
Простой буллёзный эпидермолиз

Современная классификация буллёзного эпидермолиза делит ПБЭ на 12 подтипов. Наиболее распространёнными подтипами ПБЭ являются: локализованный подтип (ранее тип Вебера-Коккейна); генерализованный подтип (ранее Доулинга-Меары или герпетиформный), генерализованный подтип другой (ранее Кёбнера), простой буллёзный эпидермолиз с пятнистой пигментацией.
Фенотип данных подтипов варьируется, пузыри могут появляться на кистях рук и стопах, а могут покрывать все тело, обычно пузыри заживают без образования рубцов. В редких случаях наличие множественных распространенных пузырей приводит к летальному исходу в случае присоединения вторичной инфекции.
Наиболее распространённым подтипом простого БЭ является локализованный подтип, обычно в семьях большое количество больных и заболевание встречается в нескольких поколениях. При данном подтипе пузыри локализуется на ладонях и подошвах, однако в раннем возрасте могут носить распространённый характер, с возрастом проявления минимизируются. Обострение клинических проявлений происходит в летнее время.
Самый тяжёлый вариант простого БЭ является генерализованный подтип Доулинга-Меары. Он характеризуется наличием пузырей или везикул, возникающих группами (отсюда название «герпетиформный простой БЭ», поскольку некоторые повреждения могут имитировать повреждения, возникающие при простом герпесе). Заболевание проявляется в момент рождения, степень тяжести в значительной степени варьируется как в пределах одной семьи, так и по сравнению с другими семьями. При данном подтипе отмечается распространённый или сливной ладонно-подошвенный гиперкератоз, дистрофия ногтей, атрофическое рубцевание, милии, гипер- и гипопигментация и повреждение слизистых. Образование пузырей может принимать тяжёлую форму, иногда приводящую к смерти новорождённого или младенца. При данном подтипе может также возникать задержка роста, стеноз гортани и возможна преждевременная смерть.

## Пограничный буллёзный эпидермолиз

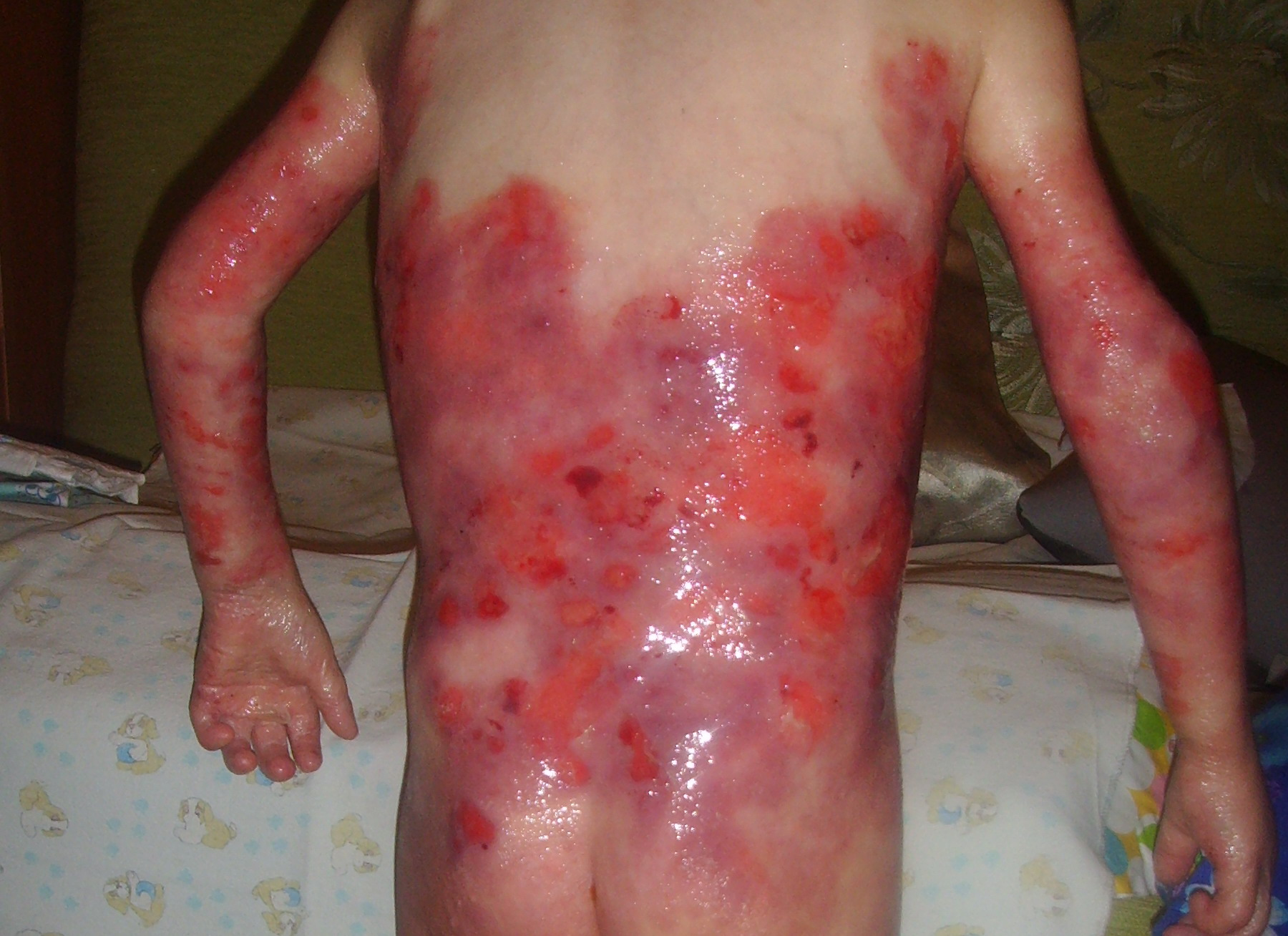
Пограничный буллёзный эпидермолиз

Пограничный БЭ также характеризуется хрупкостью кожи и слизистых оболочек, спонтанным появлением пузырей, практически без травм. Одним из признаков является образование грануляционной ткани на определенных частях тела. Пузыри обычно заживают без существенных рубцов. В настоящее время пограничный тип БЭ делят на 2 основных подтипа, один из которых, подразделяется ещё на 6 подтипов. Основные подтипы пограничного БЭ: подтип Херлитца (ранее летальный); подтип не-Херлитца (ранее генерализованный атрофический).
Подтип Херлитца наиболее тяжелый генерализованный вариант пограничного БЭ; при данном типе БЭ высокий риск преждевременной смерти. К типичным симптомам относятся образование множества пузырей, эрозий и атрофических рубцов кожи, ониходистрофия, приводящая к полной утрате ногтевых пластин и серьезным рубцам ногтевых лож, милии, тяжелое поражение мягких тканей в ротовой полости, гипоплазия эмали и тяжелый кариес зубов. Патогномоничным симптомом является обильная грануляционная ткань, симметрично образующаяся вокруг рта, в области средней части лица и вокруг носа, в верхней части спины, подмышечных впадинах и ногтевых валиках. Возможными системными осложнениями являются тяжёлая полиэтиологическая анемия, задержка роста, эрозии и стриктуры желудочно-кишечного тракта и поражение слизистых оболочек верхних дыхательных путей и мочеполового тракта, поражение почек, наружных оболочек глаза и, в редких случаях, поражение кистей рук. Смертность крайне высока, особенно в первые несколько лет жизни, в результате прекращения прибавки в весе, сепсиса, пневмонии или обструкции гортани и трахеи.
Подтип не-Херлитца проявляется образованием генерализованных пузырей, эрозий и корок на коже, атрофических рубцов, рубцовой алопеции («по мужскому типу»), дистрофией или потерей ногтей, гипоплазией эмали и кариесом.

## Дистрофический буллёзный эпидермолиз

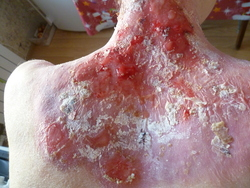
Дистрофический буллёзный эпидермолиз

Дистрофический БЭ делится на два главных подтипа по типу наследования: доминантный и рецессивный дистрофический БЭ (ДДБЭ и РДБЭ).
Доминантный дистрофический БЭ клинически характеризуется рецидивирующим образованием пузырей, милиями и атрофическим рубцеванием, особенно на конечностях, а также дистрофией и, в конечном итоге, утратой ногтей. У большинства пациентов поражение кожи является генерализованным. Внекожные проявления характеризуются осложнениями со стороны желудочно-кишечного тракта.
Рецессивный дистрофический БЭ делится на 2 подтипа — тяжёлый генерализованный подтип (ранее Аллопо-Сименса) и генерализованный другой подтип (ранее не-Аллопо-Сименса). Рецессивный дистрофический тяжелый генерализованный подтип (ранее Аллопо-Сименса) характеризуется генерализованным образованием пузырей, эрозиями, атрофическими рубцами, ониходистрофией и утратой ногтей, псевдосиндактилией пальцев рук и ног. Поражение кожи носит обширный и устойчивый к терапии характер. Рецессивный дистрофический генерализованный другой подтип (ранее не-Аллопо-Сименса) характеризуется локализацией пузырей на руках, ногах, коленях и локтях, иногда на сгибах, на туловище.
При всех подтипах РДБЭ с возрастом развиваются контрактуры суставов локтей и коленей, кистей и стоп. Часто встречаются внекожные проявления, включающие поражения желудочно-кишечного и мочеполового трактов, внешних оболочек глаза, хроническую анемию, остеопороз, задержку роста. У пациентов с РДБЭ высокий риск онкологических заболеваний, в частности образования агрессивных плоскоклеточных карцином.

## Лабораторная диагностика
Наиболее достоверным и надёжным методом установления диагноза является исследование образцов кожи, взятых при биопсии, с помощью трансмиссионной электронной микроскопии, однако сейчас основным методом диагностики БЭ стала непрямая иммунофлюоресценция, когда стали доступны моноклональные и поликлональные антитела против важнейших белков эпидермиса и границы эпидермиса и дермы, задействованных в патогенезе БЭ.
При БЭ с помощью иммуногистологических (иммуногистохимия и иммунофлюорисценция) методов определяется наличие, отсутствие или сниженная экспрессия структурных белков кератиноцитов или базальной мембраны, а также распределение тех или иных белков в естественно образующихся или искусственно вызванных пузырях. Тем самым можно определить уровень образования пузырей: внутри эпидермиса, на границе эпидермиса и дермы. Иммуногистологические методы, наряду с методами ДНК-диагностики, служат основными способами диагностики БЭ. С их помощью стало возможно быстро классифицировать БЭ и определить основной тип БЭ, определить структурный белок, наиболее вероятно подвергшийся мутации и определить клинический прогноз.
Результаты иммуногистологического исследования предоставляют основу для дальнейшего поиска мутаций, указывая на то, какие гены, кодирующие структурные белки кератиноцитов или базальной мембраны, необходимо исследовать.
Трансмиссионная электронная микроскопия позволяет осуществить визуализацию и полуколичественную оценку определенных структур кожи (нитей кератина, десмосом, гемидесмосом, якорных нитей, якорных волокон), о которых известно, что их количество и/или вид изменяется при определенных подтипах БЭ.
После определения типа или подтипа БЭ с помощью иммуногистологических методов возможно проведение генетического анализа. Генетическая диагностика позволяет выявить мутации, определить тип и локализацию мутации, а в итоге тип наследования заболевания. В настоящее время генетический анализ является методом, достоверно подтверждающим диагноз. При БЭ обычно генетический анализ проводят методом прямого секвенирования. Генетический анализ позволяет провести дородовую диагностику последующего потомства в семье, где есть пациент с БЭ.

## Лечение
В настоящее время не существует радикальных методов лечения ни одной из форм БЭ. Несмотря на это, существуют эффективные превентивные и симптоматические методы терапии. В целом лечение должно быть комплексным и осуществляться мультидисциплинарной командой врачей, так как БЭ — это системное заболевание.
Лечение БЭ симптоматическое. Основным в лечении БЭ является уход за ранами с целью их быстрого заживления и эпителизации кожных покровов. Основной задачей является предотвратить разрастание размеров пузыря и повреждение его покрова с целью лучшего заживления раны и профилактики эрозии. Практикуется покрытие ран атравматичными неприлипающими материалами и многослойное бинтование .
Лечение любых осложнений также носит симптоматический характер и направлено на поддержание работы всех органов и систем. Пациенты с тяжелыми подтипами БЭ часто нуждаются в хирургическом вмешательстве на желудочно-кишечном тракте и в операциях по разделению пальцев.
8 ноября 2017 года университетская клиника города Бохум заявила об успешном окончании лечения методом трансплантации кожи, которое длилось два года. Ребенку, больному БЭ, удалось заменить практически всю кожу на здоровую трансгенную кожу, выращенную из его же клеток, в которые была вставлена работающая версия гена LAMB3.
Другие препараты: беремаген геперпавек, фильсувез, прадемаген замикерацел.

## Исследования
В настоящее время ученые ведут исследования по лечению БЭ в трёх направлениях: генная терапия, протеиновая (белковая) терапия и клеточная терапия (использование стволовых клеток). Все эти виды лечения находятся на разных этапах разработки.
Изучением и лечением буллёзного эпидермолиза во всём мире занимается Международная ассоциация DEBRA International, которая была основана в 1978 г. в Великобритании. Ассоциация насчитывает более 40 стран-участниц, в каждой из которых действуют национальные научно-медицинские центры изучения БЭ. Представителем ассоциации в России является «Дети-бабочки».
В 2015 году немецкие специалисты заменили 80 % кожи больного БЭ на трансгенную кожу